# 約西皮夫卡 (卡扎京區)
49°35′37″N 28°51′38″E / 49.59361°N 28.86056°E
約西皮夫卡（烏克蘭語：Йосипівка），是烏克蘭的村落，位於該國西南部文尼察州，由赫米利尼克區負責管轄，始建於1680年，面積3.14平方公里，海拔高度247米，2001年人口1,119。